# Куликівка (Черкаський район)
Куликі́вка — село в Україні,у Черкаському районі Черкаської області, підпорядковане Михайлівській сільській громаді. Розташоване на північний схід від міста Кам'янки. Населення 244 чоловік (на 2001 рік).

## Географія
Село протікає річка Жаботинка.